# Rusty Wallace

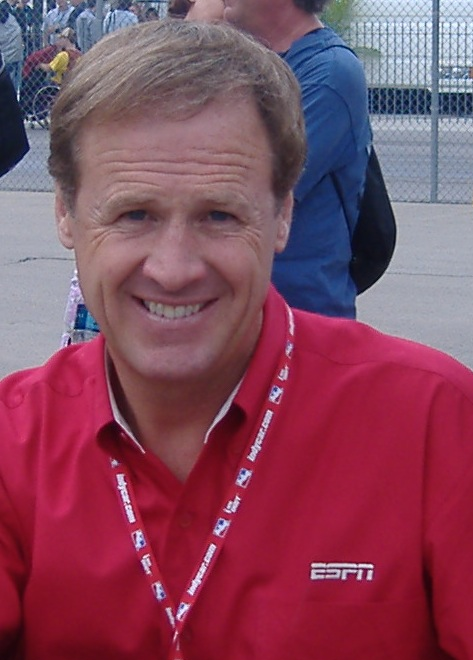
Rusty Wallace fotografiado en 2007.

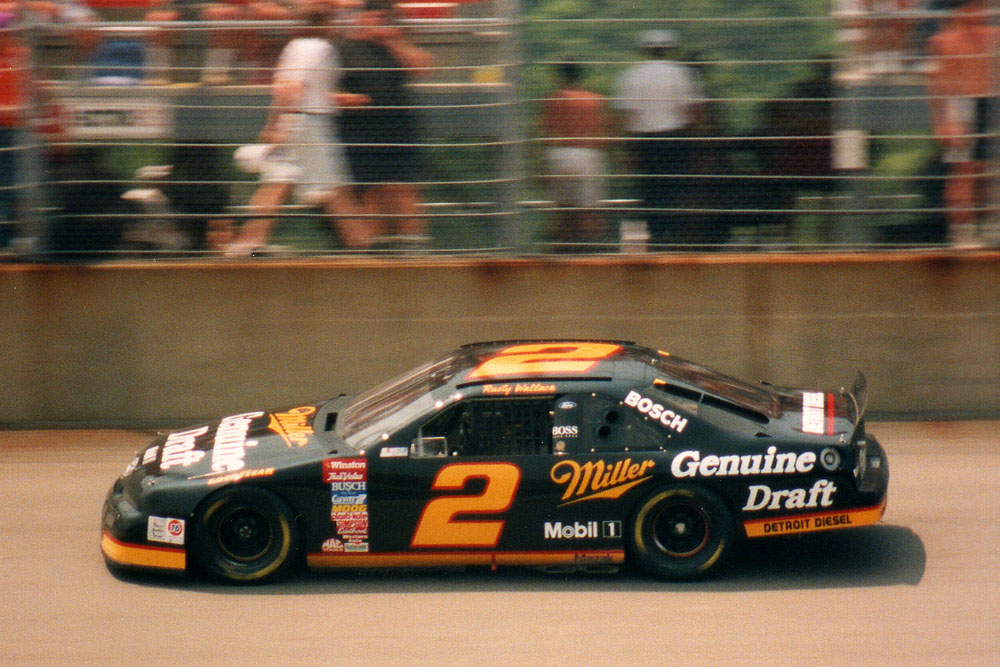
Rusty Wallace pilotando su Ford número 2 en Míchigan en 1994.

Russell William Wallace Jr., más conocido como Rusty Wallace (14 de agosto de 1956, Arnold, Misuri, Estados Unidos), es un piloto de automovilismo de velocidad retirado, dueño de equipo y periodista estadounidense. Fue campeón de la Copa NASCAR en 1989, subcampeón en 1988 y 1993, tercero en 1994, cuarto en 1998 y quinto en 1987 y 1995.
Wallace logró 55 victorias en carreras puntuables de la Copa NASCAR, destacándose las 600 Millas de Charlotte, aunque ninguna en Daytona, Talladega, Indianápolis ni Darlington. Sus especialidades eran los óvalos cortos, donde acumuló 34 triunfos, y los circuitos mixtos, donde ganó dos veces en cada uno (Riverside, Sears Point y Watkins Glen).
El piloto también venció en la Carrera de las Estrellas de la NASCAR de 1989 y el Shootout de Daytona de 1998. Además, ganó cuatro carreras y un campeonato en la International Race of Champions.
Wallace fue dueño de su propio equipo de la NASCAR Busch Series desde 1985 hasta 1992, que luego volvió a competir en la renombrada NASCAR Nationwide Series desde 2004 hasta 2011. Él fue piloto del equipo, asó como sus hermanos Mike Wallace y Kenny Wallace y su hijo Steve Wallace. Su sobrina Chrissy Wallace también es piloto de stock cars. Iowa Speedway es un óvalo en cuyo diseño participó Wallace y del cual es socio.
Desde 2006 hasta 2014, Wallace es periodista de ESPN para las transmisiones de la NASCAR y la IndyCar Series, y presentador del programa de televisión NASCAR Angels. Él aparece brevemente en la película de 1990 Days of Thunder actuando de él mismo.

## Inicios
Wallace compitió en su juventud en óvalos cortos del Medio Oeste. Fue tercero y Novato del Año en la USAC Stock Car 1979 y subcampeón en 1980, y campeón de la American Speed Association en 1983.

## Copa NASCAR
Su debut en la Copa NASCAR fue en Atlanta en 1980 con un Chevrolet de Penske, donde llegó segundo. Ese año corrió otra carrera para Penske. En 1981 disputó dos carreras en un Pontiac de Ron Benfield y dos en un Buick de John Childs, obteniendo un sexto puesto como mejor resultado. En 1982 disputó tres carreras para John Childs, nuevamente en un Buick, sin arribar a meta en ninguna.
Wallace retornó a la Copa NASCAR en 1984, esta vez como piloto titular del equipo de Cliff Stewart. A los mandos de un Pontiac, logró un cuarto, un quinto y dos sextos, de modo que finalizó decimocuarto en el campeonato y recibió el premio a Novato del Año. En su segundo año en el equipo, logró dos arribos en quinto lugar y ocho entre los primeros diez, que lo dejaron en el decimonoveno puesto final.
En 1986, Wallace pasó al equipo Blue Max, que también utilizaba modelos de Pontiac, adoptando el número 27. Logró dos victorias, dos cuartos puestos y 16 top 10, que le permitieron alcanzar la sexta colocación en el clasificador final. El piloto obtuvo dos triunfos, 9 top 5 y 16 top 10 en la temporada 1987, con lo cual finalizó quinto.
Continuando en el equipo Blue Max en la temporada 1988, Wallace consiguió seis victorias y 19 top 5, aunque Bill Elliott lo superó por 24 puntos y lo dejó con el subcampeonato. En 1989, cosechó seis victorias, 13 top 5 y 20 top 10 en 29 carreras, de manera que derrotó a Dale Earnhardt, Mark Martin y Darrell Waltrip en la lucha por el campeonato. Wallace pasó a ser patrocinado en 1990 por la marca de cerveza Miller, que lo acompañó el resto de su carrera como piloto Esa temporada finalizó sexto en la tabla general, con dos victorias y nueve top 5.
Wallace pasó al equipo Penske para la temporada 1991, donde continuó corriendo con Pontiac, ahora con el número 2. Nuevamente sumó dos victorias y nueve top 5, pero esta vez finalizó décimo en el campeonato. 1992 fue su peor año desde 1985, al lograr apenas una victoria y cinco top 5 y quedar en el decimotercer puesto final.
En 1993, Wallace obtuvo diez victorias y 19 top 5 en 30 carreras. Sin embargo, resultó subcampeón debido a la menor cantidad de abandonos de Earnhardt. Penske dejó los Pontiac por los Ford en 1994. El piloto logró con dicha marca ocho triunfos y 17 top 5, pero Earnhardt y Martin lo superaron en puntos.
En su quinta temporada consecutiva como piloto de Penske, Wallace obtuvo dos victorias y 15 top 5 en 1995, de modo que alcanzó la quinta posición final. Con cinco victorias pero solamente ocho top 5, el piloto terminó séptimo en 1996.
Los siguientes tres años, Wallace ganó solamente una carrera por vez. Logrando ocho top 5 en 1997, 15 en 1998 y 17 en 1999, el piloto terminó cuarto, noveno y octavo respectivamente. En 2000, Wallace acumuló cuatro victorias, 12 top 5 y 20 top 10 en 34 carreras, de manera que quedó séptimo en el clasificador final. Con una victoria y ocho top 5, nuevamente terminó séptimo en 2001. En 2002, Wallance no ganó ninguna carrera, lo que no ocurría desde 1985. Consiguió siete top 5, 17 top 10 y otra vez la séptima colocación en el campeonato.
Penske volvió a cambiar de marca para 2003, esta vez Dodge. Wallace logró apenas dos top 5 y 12 top 10, con lo cual finalizó el certamen en decimocuarto lugar. Su última victoria en la categoría fue la que consiguió en el óvalo de Martinsville en 2004. Con tres top 5 y 11 top 10, resultó decimosexto en el campeonato. Wallace se despidió de la Copa NASCAR en 2005 a la edad de 49 años, logrando ocho top 5, 17 top 10 y la octava posición final.

## Otras categorías
Desde 1985 hasta 1989, Wallace compitió esporádicamente en la NASCAR Busch Series, la segunda categoría de stock cars. Luego corrió una carrera en 1993, tora en 1997, dos en 2004 y seis en 2005. Logró dos segundos puestos, dos terceros, tres cuartos y un quinto, aunque ninguna victoria. A fines de la década de 1989, compitió en dos carreras de la NASCAR West y una de la NASCAR East. En 1996 disputó una carrera de la NASCAR Truck Series.
Wallace disputó la International Race of Champions desde 1989 hasta 1996 y luego en 1999 y 2000. Logró cuatro victorias y 14 top 5 en 36 carreras disputadas. Fue campeón en 1991 con tres victorias, tercero en 1989 y 1994, y cuarto en 1992 y 1999.
En 2006, disputó las 24 Horas de Daytona de la Grand-Am Rolex Sports Car Series en un Crawford Pontiac de Howard Boss, acompañado de Allan McNish, Danica Patrick y Jan Lammers, donde abandonó.